# Шапкино (Мордовия)
Ша́пкино — деревня в Краснослободском районе Мордовии. Входит в состав Старорябкинского сельского поселения.

## История
В 2006 году постановлением Правительства РФ деревня Рябкинский Завод переименована в Шапкино.

## Население
| 2002 | 2010 |
| ---- | ---- |
| 153  | ↘139 |

## Улицы
- ул. Дмитрова,
- ул. Октябрьская,
- ул. Слобода,
- ул. Центральная.